# Pawliwka (Wolnowacha)
Pawliwka (ukrainisch Павлівка; russisch Павловка Pawlowka) ist ein Dorf in der ukrainischen Oblast Donezk mit etwa 2500 Einwohnern (2001).
Das am Ufer der Kaschlahatsch (Кашлагач), einem 64 km langen Nebenfluss des Mokri Jaly (Мокрі Яли), und an der Territorialstraße T–05–09 gelegene Dorf wurde 1842 von umgesiedelten Staatsbauern aus den Provinzen Tschernigow und Poltawa gegründet.

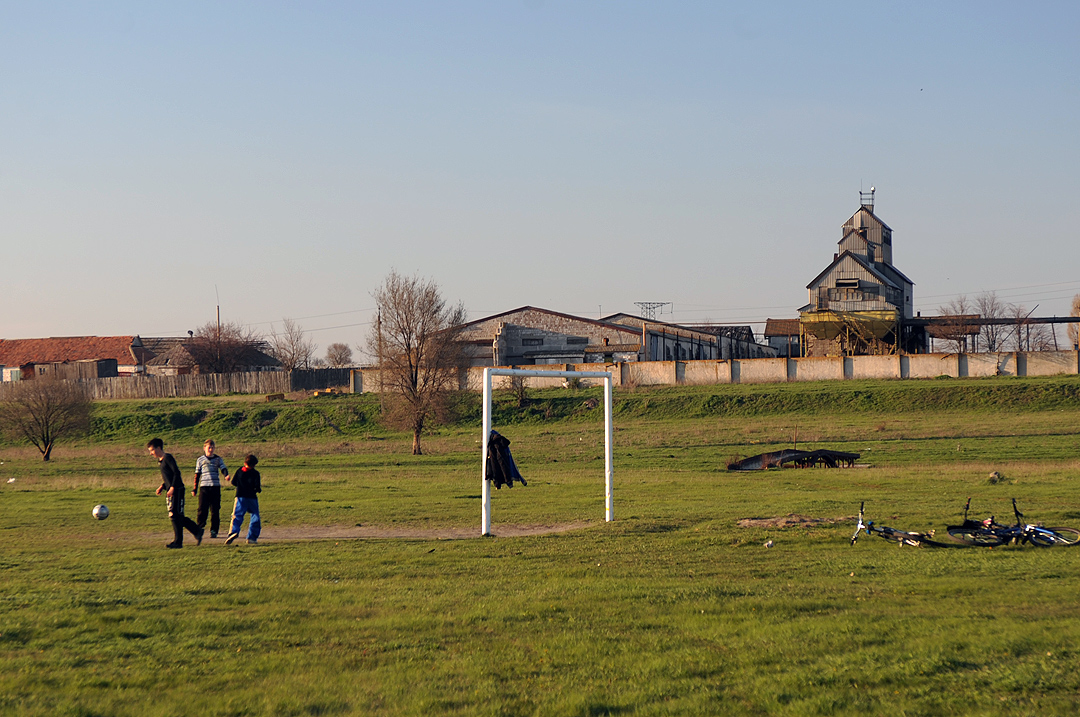
Stadion im Dorf

Pawliwka liegt 31 km südwestlich vom ehemaligen Rajonzentrum Marjinka und 63 km südwestlich vom Oblastzentrum Donezk. Die 1964 gegründete Stadt Wuhledar liegt 4 km nördlich von Pawliwka.
Am 11. Oktober 2019 wurde das Dorf ein Teil der neugegründeten Stadtgemeinde Wuhledar, bis dahin bildete es die gleichnamige Landratsgemeinde Pawliwka (Павлівська сільська рада/Pawliwska miska rada) im Südwesten des Rajons Marjinka.
Am 17. Juli 2020 wurde der Ort ein Teil des Rajons Wolnowacha.